# GeeBee Air Rally
GeeBee Air Rally è un videogioco di corse con aerei monoplano degli anni '30, pubblicato nel 1987 da Activision per i computer Amiga, Amstrad CPC, Commodore 64 e ZX Spectrum.
Il titolo è a volte interpretabile come Gee Bee Air Rally quando è stilizzato, ma nel testo normale di confezioni e manuali è scritto senza spazio. Il nome Gee Bee si riferisce allo storico produttore di aerei da competizione Granville Brothers Aircraft; l'aereo del giocatore ha l'aspetto del Gee Bee Model Z del 1931. 

## Modalità di gioco
Il gioco consiste in una serie di 16 gare di velocità per giocatore singolo, ognuna da portare a termine entro un tempo limite, con due tentativi a disposizione.
La visuale in gara è quella tipica dei classici giochi di corse automobilistiche come Pole Position, tridimensionale dalle spalle del velivolo, ma nella parte bassa dello schermo viene mostrata anche la strumentazione di bordo (altimetro, tachimetro, bussola).
La gara inizia dal decollo. L'aereo può virare lateralmente, dare o togliere potenza al motore e cambiare entro ridotti limiti la quota; cabrare e picchiare causano anche, rispettivamente, un po' di perdita e aumento di velocità.
Una serie di segnali a terra delimitano la pista; se si esce fuori pista il tempo a disposizione diminuisce molto più rapidamente.
Lungo il percorso si incontrano altri velivoli simili che gareggiano, ma fanno soltanto da ostacoli, non c'è una classifica di arrivo. La gara è soltanto contro il tempo; se si rispetta il tempo limite si passa al livello successivo, e i secondi avanzati si convertono in bonus.
Gli altri aerei possono essere evitati anche volando a quota diversa. In caso di scontri ripetuti l'aereo del giocatore precipita, mentre il pilota si lancia col paracadute e può finire in diverse situazioni imbarazzanti, come nel recinto dei maiali o davanti alle gambe di una bella contadina. Dopo una caduta è possibile riprendere la gara decollando di nuovo.
Ogni quattro gare c'è un evento speciale. La prima volta, sempre con un tempo limite, anziché tagliare il traguardo bisogna colpire un certo numero di palloncini legati a terra. Successivamente l'evento speciale si alterna con uno di slalom.